# Municipio de Hutchinson
El municipio de Hutchinson (en inglés: Hutchinson Township) es un municipio ubicado en el condado de McLeod en el estado estadounidense de Minnesota. En el año 2010 tenía una población de 1220 habitantes y una densidad poblacional de 13,73 personas por km².

## Geografía
El municipio de Hutchinson se encuentra ubicado en las coordenadas 44°55′50″N 94°18′39″O / 44.93056, -94.31083. Según la Oficina del Censo de los Estados Unidos, el municipio tiene una superficie total de 88.84 km², de la cual 83,47 km² corresponden a tierra firme y (6,05 %) 5,37 km² es agua.

## Demografía
Según el censo de 2010, había 1220 personas residiendo en el municipio de Hutchinson. La densidad de población era de 13,73 hab./km². De los 1220 habitantes, el municipio de Hutchinson estaba compuesto por el 99,1 % blancos, el 0,08 % eran afroamericanos, el 0,41 % eran asiáticos, el 0,41 % eran de otras razas. Del total de la población el 0,98 % eran hispanos o latinos de cualquier raza.